# Chiho Aoshima
Chiho Aoshima (japanisch 青島 千穂 Aoshima Chiho, * 1974 in Tokio, Japan) ist eine japanische Künstlerin. Sie absolvierte ihren Abschluss 1995 in Wirtschaftswissenschaften an der Hosei University und hat eine Karriere als Mitglied im Kaikai Kiki-Kollektiv von Takashi Murakami hinter sich.

## Leben

### Kindheit
Chiho Aoshima wuchs in Tokio auf und verbrachte dort auch ihre Kindheit und Jugend. Sie war ein schüchternes Mädchen und suchte ihren Halt in der Kunst. Als Kind lebte sie in der Nähe eines Friedhofes, der für sie ein bedeutender Zufluchtsort war. Sobald es für sie zu stressig wurde, machte sie sich auf den Weg zu dem Friedhof. An dem Friedhof zeichnete sie gerne. Aoshima erklärt: „Ich habe den starken Wunsch, der Natur nahe zu sein oder mit der Natur zu verschmelzen. Ich habe so etwas wie eine Sehnsucht, dass ich, sobald ich sterbe, allmählich schmelzen und eins sein werde mit der Natur.“ Sie zeichnete häufig in ihren Notizbüchern Doodles von nackten Mädchen und Frauen. Einige ihrer erschaffenen Avatare spiegelten sie selbst wieder. Doch die Zeichnungen und ihr Talent hielt sie lange geheim. Allerdings versteckte sie die Zeichnungen vor allem vor ihren Eltern. Als ihre Eltern ihre Zeichnungen entdeckten, hörte sie vorläufig mit dem Erschaffen von Kunst auf. In einem Interview berichtet Aoshima: „Am Ende der Grundschule haben meine Eltern es herausgefunden und es war mir sehr peinlich. Es machte ihnen nichts aus, aber ich dachte, ich sei anders als andere Kinder. Ich wollte genauso sein wie andere Menschen. Ich wollte gewöhnlich sein.“

### Privatleben
Chiho Aoshima beendete im Jahr 1995 an der Hōsei-Universität ihren Abschluss im Bereich der Wirtschaftswissenschaften. Während ihres Studiums bemerkte sie jedoch schnell, dass ihre Leidenschaft nicht in diesem Gebiet, sondern in der Kunst liegt. Auch ohne eine Kunstausbildung lernte sie selbstständig den Umgang mit dem Programm Adobe Illustrator. Nach der ersten Teilnahme an der Show Murakamis Tokyo Girls Bravo, wurde der bekannte japanische Künstler Takashi Murakami auf ihr Talent aufmerksam. Takashi Murakami ermutigte und unterstützte Aoshima auch im Laufe ihrer weiteren Karriere. Chiho Aoshima wurde Teil und wichtiges Mitglied des Kunstkollektivs Kaikai Kiki. Takashi Murakami ist mittlerweile nicht nur ihr Arbeitskollege, sondern auch der Lebenspartner an ihrer Seite. Zusammen haben sie zwei Kinder, einen neunjährigen Sohn namens Shin no Suke und eine sechsjährige Tochter, die Natsuko heißt.

## Kunst
Die Werke von Chiho Aoshima sind relativ paradox gestaltet. Eine Mischung aus Niedlichkeit und Dunkelheit zeichnen ihre Kunst primär aus. Sie verbindet oftmals verschiedene und surreale Elemente, die sie zu einem großen Kunstwerk verbindet. In einem Interview auf die Frage nach ihrer Inspiration antwortet sie: „Die Evolution der menschlichen Zivilisation ist großartig; Die Menschheit hält die Natur für wertvoll, aber es ist schwierig für Mensch und Natur, nebeneinander zu existieren. Ich repräsentierte diese beiden Seelen, die sich nicht verstehen können, durch die Bilder von Gebäuden und Bergen.“ Aoshima erstellt digitale Werke, sowie zahlreiche Zeichnungen und Videos. Die digitalen Werke, die sie mit Adobe Illustrator erstellt haben oft denselben Hintergrund, wie beispielsweise Bäume. Sie erstellt mehrere Einzelelemente und schichtet dann in Farben. In ihren Ausstellungsräumen sind einige Tapeten mit ihren selbst erstellten Landschaften bedruckt, die die Wände, Decke und Böden bedecken. Sie erstellt erotische Welten, in denen sich junge Frauen und Mädchen, aber auch Geister und Dämonen befinden. Neben den digitalen Kunstwerken erstellt sie auch Kunstwerke, die sie teilweise per Hand bemalt. Ihre Zeichnungen haben Elemente des Ozeans, der Natur, verschiedener Tiere und weiteren ihrer Lieblingsmotive und sind insgesamt etwas friedlicher und intimer als die digitalen Zeichnungen.

## Superflat
Aoshimas Lebenspartner und Künstler Takashi Murakami ist der Erfinder des Kunststils namens Superflat. In Aoshimas Kunstwerken finden sich viele Elemente dieses Kunststils wieder. Es sind Elemente, die von den neueren Medien, wie Manga, Animes und Videospielen geprägt werden.

## Einzelausstellungen
2021
- Healing, Perrotin, Shanghai, China
2020
- “Healing”, Perrotin, Paris, France
- „Healing“, Galerie Perrotin, Seoul, South Korea
2019
- „Japan Supernatural“, Art Gallery of New South Wales, Sydney, Australia
2018
- „Bubblewrap“, Contemporary Art Museum Kumamoto, Kumamoto, Japan
2016
- „Juxtapoz x Superflat“, Vancouver Art Gallery, Vancouver, Canada
2013
- „Theatrical Gestures“, Herzliya Museum of Contemporary Art, Israel

## Gruppenausstellungen
2010
- „Kyoto-Tokyo: From Samurais to Mangas“, Grimaldi Forum, Monaco
2009
- „Sacred Monsters: Everyday Animism in Contemporary Japanese Art and Anime“, Tufts University Art Galleries, Medford, MA, USA
- „The Very Bottom Of The Air“, Kaikai Kiki Gallery, Tokyo, Japan
- „VRAOUM“, La Maison Rouge, Paris, France
- „Wonderland through the Looking Glass“, Kunsthal KAdE, Amersfoort, Netherlands
- „Pretty is as Pretty Does“, Film screening, Site Santa Fe, Santa Fe, NM, USA
2008
- „Aya - Chiho Drive“, Kaikai Kiki Gallery, Tokyo, Japan
- „Psychedelic: Optical and Visionary Art since the 1960s“, San Antonio Museum of Art, San Antonio, TX, USA
- „Krazy! Delirious World of Anime + Comics + Video Games + Art“, Vancouver Art Gallery, Vancouver, Canada
- „Re-Imagining Asia“, Haus der Kulturen der Welt: The House of World Cultures (HKW), Berlin, Germany
- „Kaikai Kiki Artists“, Kaikai Kiki Gallery, Tokyo, Japan
- „The Cinema Effect: Illusion, Reality, and the Moving Image“, Smithsonian Institution, Hirshhorn Museum and Sculpture Garden, WA, USA
2007
- Kaikai Kiki Exhibition, Aoi Gallery, Osaka, Japan
- „City Glow“, Nuit Blanche Toronto, Toronto, Canada
- 6th Mercosur Biennial, Porto Alegre, Brazil
- „Red Hot: Asian Art Today from the Chaney Family Collection“, Museum of Fine Arts, Houston, TX, USA
- „Land of the Samurai“, Aberdeen Art Gallery, Aberdeen, Scotland, UK
- „Disorder in the House“, Vanhaerents Art Collection, Brussels, Belgium
- „MCA Exposed: Defining Moments in Photography“, 1967–2007, Museum of Contemporary Art Chicago, IL, USA
- „Like Color in Pictures“, Aspen Art Museum, Aspen, CO, USA
2006
- „Banquet: A Feast for the Senses“, Pacific Art Museum, Pasadena, CA, USA
- „TBA“ Mizuho Oshiro Gallery, Kagoshima, Japan
- „Human Land“, Palais des Beaux-Arts de Lille, Lille, France
- „Spank the Monkey“, BALTIC Centre for Contemporary Art, Gateshead, UK
- „Berlin-Tokyo, Tokyo-Berlin“, Neue Nationalgalerie, Berlin, Germany
- Starkwhite Gallery, Auckland, New Zealand; Dunedin Public Art Gallery, Dunedin, New Zealand
- „Painting Codes“, Galleria Comunale d’Arte Contemporanea, Rome, Italy
- „Il Diavolo del Focolare“, Plazzo della Triennale, Milano, Italy
- „See Into Liquid“, Contemporary Art Museum of Denver, Denver, CO, USA
- „Rising Sun“, Melting Moon, The Israel Museum, Jerusalem, Israel
- „POPulance“, Southeastern Center for Contemporary Art, Winston-Salem, NC, USA
- „Roppongi Hills Show“, Tokyo, Japan
- Walker Center installation, MN, USA
- „International Artist-in-Residence: New Works 06.3“, Artspace, San Antonio, TX, USA
- „Twogether“, 34 Long Fine Arts, Cape Town, South Africa
2005
- „See into liquid“ curated by Cydney Payton, Museum of Contemporary Art, Denver, CO, USA
- „Variations on the Picturesque“, Kitchener-Waterloo Art Gallery, Kitchener, Ontario, Canada
- „Kaikai Kiki exhibition“, Aoi Gallery, Osaka, Japan
- „Ecstasy: In & About Altered States“ curated by Paul Schimmel, Museum of Contemporary Art, Los Angeles, CA, USA
- „POPulance“, Blaffer Gallery, Museum of Art of the University of Houston, Houston, TX; Cleveland Museum of Contemporary Art, Cleveland, OH; Southeastern Center for Contemporary Art, Salem, NC, USA
- „Little Boy: The Arts of Japan’s Exploding Subculture“ curated by Takashi Murakami, Japan Society, New York, NY, USA
- „What’s Good Conference“, Lecture, Hong Kong Arts Centre, Hong Kong, Japan
- Galerie Emmanuel Perrotin, Paris, France
2004
- Galerie Emmanuel Perrotin, Miami, FL, USA
- „Mysterious“ curated by Dominic Molon, Palm Beach Institute of Contemporary Art, Palm Beach, CA, USA
- „54th Carnegie International 2004-05“, Carnegie Museum of Art, Pittsburgh, PA, USA
- „T-Junction“, Galerie Emmanuel Perrotin, Paris, France
- „Fiction Love: Ultra New Vision in Contemporary Art“, Museum of Contemporary Art, Taipei, Taiwan
- „Eijanaika! Yes Future!“ Lambert Collection, Avignon, France
- „Art Unlimited“, Basel Art Fair, Basel, Switzerland
- „Lonely Planet“, Art Tower Mito, Ibaragi, Japan
- „Tokyo Girls Bravo“, Marianne Boesky Gallery, New York, NY, USA
- Chiho Aoshima, Mr., Aya Takano, Galerie Emmanuel Perrotin at LFL Gallery, New York, NY, USA
- „Little Boy: The Arts of Japan's Exploding Pop Culture“, Japan Society, New York, NY, USA
2003
- „Hope—The Future is in Our Hands“, LAFORET Harajuku, Tokyo, Japan
- „For the Record: Drawing Contemporary Life“, Vancouver Art Gallery, Vancouver, Canada
- „Splat, Boom, Pow! The Influence of Comics in Contemporary Art“ curated by Valerie Cassel, Contemporary Arts Museum, Houston, TX, USA
- „The Mythical Being of Desire: Chiho Aoshima, Shirin Neshat, Shazia Shikander“, Glass Curtain Gallery, Columbia College, Chicago, IL, USA
- „MACROMATRIX: For your pleasure“, UC Berkeley Art Museum, Berkeley, CA, USA
- „SAM Collects: Contemporary Art Project“, Seattle Art Museum, Seattle, WA, USA
- Asprey Jacques, London, UK
2002
- Art Basel Miami, FL, USA
- FIAC, Paris, France
- „Tokyo Girls Bravo 2“, NADiff, Tokyo, Japan
- Chiho Aoshima, Aya Takano, Mr., Takashi Murakami, Galerie Emmanuel Perrotin, Paris, France
- „Coloriage“, Fondation Cartier pour l’art contemporain, Paris, France
- „Liverpool Biennial 2002“, Tate Liverpool, Liverpool, UK
2001
- „Superflat“, Museum of Contemporary Art, Los Angeles, CA; Walker Art Center, Minneapolis, MN; Henry Art Gallery, Seattle, WA, USA
- „Yokai Festival“, Museum of Contemporary Art Tokyo, Tokyo, Japan
- „Hiropon Show“ curated by Takashi Murakami, Museum of Contemporary Art of Tokyo, Tokyo, Japan
- „Hiropon Show“, White Cube Gallery, Shinsaibashi PARCO, Osaka, Japan
2000
- „Superflat“, Tokyo and Parco Gallery, Nagoya, Japan
1999
- „Hiropon 32-80“ at NADiff, Tokyo, Japan and George’s, Los Angeles, CA, USA
- „Tokyo Girls Bravo“, NADiff, Tokyo and Parco Gallery, Nagoya, Japan